# Kotula
Kotula (lat. Cotula), rod jednogodišnjeg raslinja i trajnica iz porodice glavočika, dio podtribusa Cotulinae. 
Blizu pedeset vrsta raste u Africi, jugu Azije i Australiji.

## Vrste
1. Cotula abyssinica Sch.Bip. ex A.Rich.
2. Cotula alpina (Hook.f.) Hook.f.
3. Cotula andreae (E.Phillips) K.Bremer & Humphries
4. Cotula anthemoides L.
5. Cotula australis Hook.f.
6. Cotula barbata DC.
7. Cotula bipinnata Thunb.
8. Cotula bracteolata E.Mey. ex DC.
9. Cotula ceniifolia DC.
10. Cotula coronopifolia L.
11. Cotula cotuloides (Steetz) Druce
12. Cotula cryptocephala Sch.Bip. ex A.Rich.
13. Cotula dielsii Muschl.
14. Cotula discolor (DC.) J.C.Manning & Mucina
15. Cotula duckittiae (L.Bolus) K.Bremer & Humphries
16. Cotula eckloniana (DC.) Levyns
17. Cotula filifolia Thunb.
18. Cotula goughensis Rud.Brown
19. Cotula hemisphaerica (Roxb.) Wall. ex C.B.Clarke
20. Cotula heterocarpa DC.
21. Cotula hispida Harv.
22. Cotula kotschyi Benth. & Hook.f.
23. Cotula laxa DC.
24. Cotula leptalea DC.
25. Cotula lineariloba (DC.) Hilliard
26. Cotula loganii Hutch.
27. Cotula macroglossa Bolus ex Schltr.
28. Cotula melaleuca Bolus ex Schltr.
29. Cotula membranifolia Hilliard
30. Cotula microglossa (DC.) O.Hoffm. & Kuntze
31. Cotula montana Compton
32. Cotula moseleyi Hemsl.
33. Cotula myriophylloides Hook.
34. Cotula nigellifolia (DC.) K.Bremer & Humphries
35. Cotula nudicaulis Thunb.
36. Cotula paludosa Hilliard
37. Cotula paradoxa Schinz
38. Cotula pedicellata Compton
39. Cotula pedunculata (Schltr.) E.Phillips
40. Cotula pterocarpa DC.
41. Cotula pusilla Thunb.
42. Cotula socialis Hilliard
43. Cotula sororia DC.
44. Cotula tenella E.Mey. ex DC.
45. Cotula thunbergii Harv.
46. Cotula turbinata L.
47. Cotula villosa DC.
48. Cotula vulgaris Levyns
49. Cotula zeyheri Fenzl ex Harv.

## Vanjske poveznice
|  | Zajednički poslužitelj ima još gradiva o temi Cotula |
|  | Wikivrste imaju podatke o taksonu Cotula             |